# Phillipa Gray
Phillipa Gray MNZM (* 16. Februar 1989 in Thames) ist eine neuseeländische Radrennfahrerin, die sowohl im Bahnradsport als auch im Straßenradsport antritt. Sie leidet am Usher-Syndrom, einer autosomal rezessiv vererbten Hörsehbehinderung. Gray fährt daher mit Laura Thompson als Pilotin im Tandemrennen.

## Karriere
International machte sie erstmals bei den UCI-Bahn-Weltmeisterschaften der Behinderten im März 2011 in Montichiari auf sich aufmerksam. Dort erkämpfte sie in der 3000-Meter-Einerverfolgung einen siebten und im Zeitfahren über 1000 Meter den fünften Rang. Im September gleichen Jahres sicherte sie sich bei den UCI-Straßen-Weltmeisterschaften der Behinderten in Dänemark den vierten Platz im Einzelzeitfahren – das Straßenrennen musste sie allerdings vorzeitig aufgeben.
Im kalifornischen Carson gelangen ihr bei den Bahn-Weltmeisterschaften im Februar 2012 eine Steigerung: Das Zeitfahren beendete sie abermals als Fünftplatzierte, während sie mit der Bronzemedaille in der Verfolgung ihren ersten großen Erfolg feiern konnte. Etwas mehr als ein halbes Jahr später vertrat Gray ihr Heimatland bei den Sommer-Paralympics 2012 in London. Dort gelang ihr gleich im ersten Rennen, dem Zeitfahren auf der Bahn, gemeinsam mit Thompson die Fahrt auf den bronzenen Podestplatz. In der Zweier-Verfolgung  über 3000 Meter fuhren beide sogar zur Goldmedaille und somit zum paralympischen Titel und auf der Straße im Zeitfahren auf den zweiten Rang.